# Негери-Сембилан
Негери́-Семби́лан (малайск. Negeri Sembilan / نڬري سمبيلن) — государство (штат) в составе Малайзии на западном берегу Малаккского полуострова. Название в переводе с малайского означает «государство девяти» (при создании Негери-Сембилана в его состав вошли девять государств).

## Административное деление

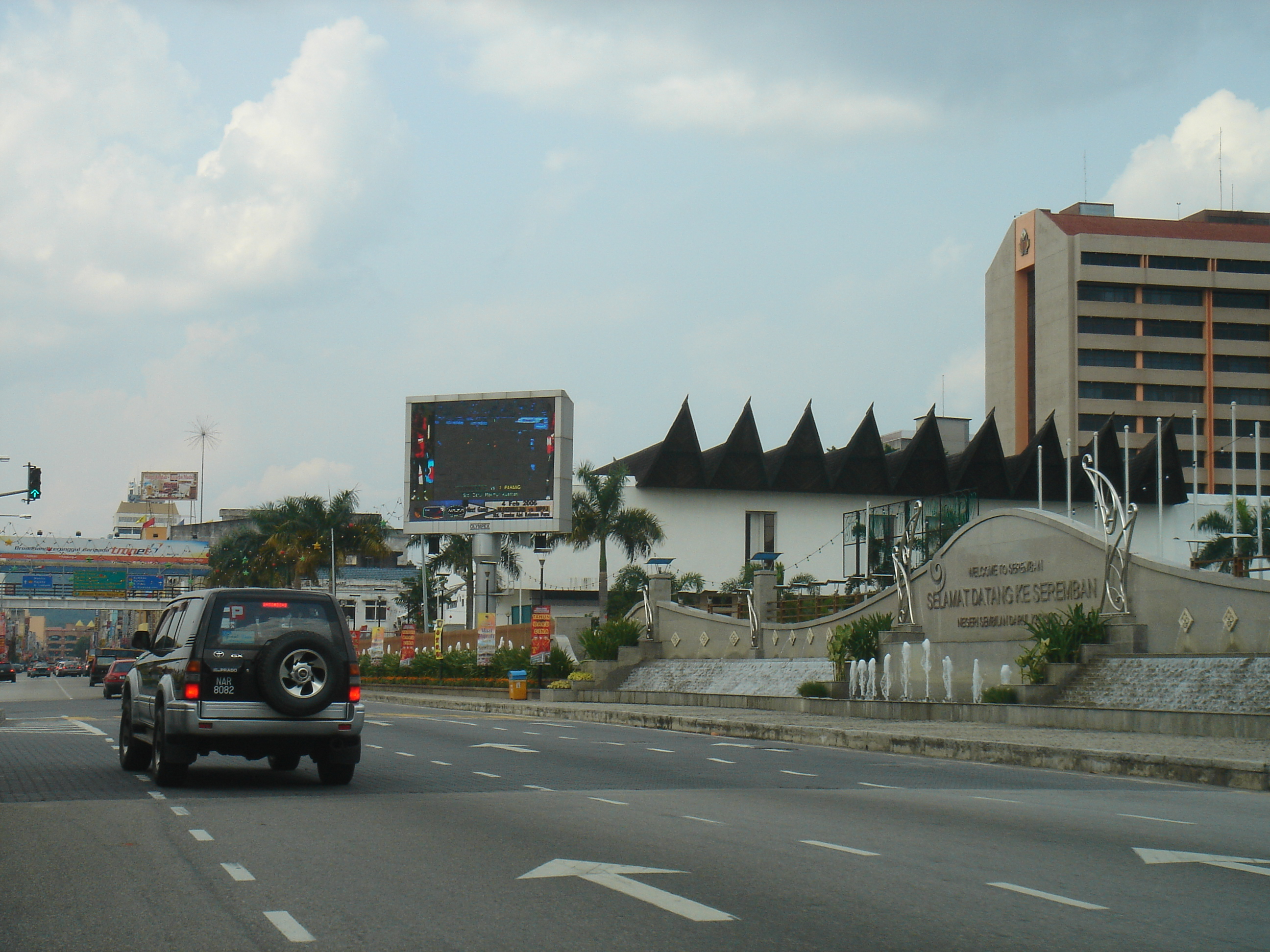
Серембан — столица штата.

Административное деление штата Негери-Сембилан.

Штат делится на 7 районов:
1. Серембан
2. Порт Диксон
3. Рембау
4. Джелебу
5. Куала Пилах
6. Джемпол
7. Тампин

## Известные деятели, родившиеся в штате
- Абдул Рахман — первый король Малайзии
- Абдул Латип бин Талиб — писатель, автор исторических романов

## Бесары Негери-Сембилана
- Раджа Мелавар (1773—1795)
- Раджа Хитам (1795—1808), зять предыдущего
- Раджа Ленгганг (1808—1824), зять предыдущего
- Раджа Керджан (1824—1826)
- Раджа Лабох (1826—1830)
- Раджа Радин (1830—1861), сын Раджи Ленгганга
- Раджи Улин (1861—1869), сын предыдущего
- Тенку Антах (1869—1887), сын предыдущего
- Мухаммад (1887—1933), сын предыдущего
- Абдул Рахман (1933—1960), сын предыдущего
- Мунавир (1960—1967), сын предыдущего
- Джафар (1967—2008), младший брат предыдущего
- Мухриз (с 2008 г.), единственный сын Мунавира и племянник предыдущего